# 12 décembre 1963
Le jeudi 12 décembre 1963 est le 346e jour de l'année 1963.

## Naissances
- Alfredo Mendoza, footballeur paraguayen
- Antonio Marcegaglia, industriel italien
- Ari Lemmke
- Arturo Barrios
- Arve Seland, footballeur norvégien
- Carlos Enrique, footballeur argentin
- Fabrice Bousteau, journaliste français
- Gian Alfonso Pacinotti, auteur italien de bande dessinée
- Juan Carlos Varela, homme politique panaméen
- Lucien Kassi-Kouadio, footballeur ivoirien
- Miriam Blasco Soto, femme politique
- Paul Clavier, philosophe français
- Pierre Lagrange, sociologue français
- Reda Amalou, architecte et designer français
- Yulduz Usmanova, chanteuse et actrice ouzbèke

## Décès
- Barbara Read (née le 29 décembre 1917), actrice canadienne
- Barbara Read (née le 29 décembre 1917), actrice canadienne
- Maurice Meyssonnier (né le 12 février 1903), bourreau français
- Theodor Heuss (né le 31 janvier 1884), politicien allemand
- Yasujirō Ozu (né le 12 décembre 1903), réalisateur japonais

## Événements
- Création de drapeau du Kenya
- Création de Gambell
- Début de gare de Shimbashi
- Création de Premier ministre du Kenya